# Darling (rivier)
De Darling is een 1472 km lange rivier in Australië. De rivier ontspringt in het Groot Australisch Scheidingsgebergte bij Bourke in New South Wales en mondt bij Wentworth uit in de Murray. Samen met de Murray vormt de Darling een van de grootste stroomgebieden van de wereld met een oppervlakte van ongeveer 1 miljoen km².

## Murray-Darling Basin Authority
Het gebied wordt beheerd door de Murray-Darling Basin Authority. Rond het jaar 1860 was er al overleg over het gebruik van het water in de regio. De belangen van de scheepvaart en van de boeren die het water gebruikten voor de irrigatie moesten in onderling overleg worden gewaarborgd. In 1914 tekenden de deelstaten Zuid-Australië, Victoria, New South Wales de River Murray Waters Agreement waarmee het water werd verdeeld over de gebruikers. Nadien is deze overeenkomst uitgebreid en aangepast tot het beheer van het gehele stroomgebied in handen kwam van de Murray-Darling Basin Authority.